# فرودگاه مانسون‌ویل
فرودگاه مانسون‌ویل (به انگلیسی: Mansonville Airport) یک فرودگاه خصوصی است که یک باند فرود آسفالت دارد و طول باند آن ۸۵۳ متر است. این فرودگاه در کشور کانادا قرار دارد و در ارتفاع ۱۷۵ متری از سطح دریا واقع شده‌است.